# Dysaphis
A Dysaphis a rovarok (Insecta) osztályában a félfedelesszárnyúak (Hemiptera) rendjébe sorolt valódi levéltetűfélék (Aphididea) családjában a valódi levéltetűformák alcsalád Macrosiphini nemzetségének egyik neme.

## Származása, elterjedése
A kozmopolita taxon Magyarországon leggyakoribb fajai:
- levélpirosító alma-levéltetű (Dysaphis devecta)
- szürke alma-levéltetű (Dysaphis plantaginea)
- galagonya–sárgarépa-levéltetű (Dysaphis crataegi)

## Életmódja, élőhelye
Fajai többnyire két gazdanövényesek úgy, hogy az elsődleges (áttelelő) gazdanövény valamilyen fa (többnyire gyümölcsfa, a hazai fajoknál alma), a másodlagos (nyári) pedig lágyszárú.